# 朝倉毎人
朝倉 毎人（あさくら つねと、1882年〈明治15年〉5月21日 - 1971年〈昭和46年〉8月10日）は、大正から昭和期の日本の実業家、政治家。衆議院議員、竹田市名誉市民。

## 経歴
大分県直入郡、のちの豊岡村（竹田町、豊岡村（第二次）を経て現：竹田市）で、公吏朝倉親為の五男として生まれる。1900年（明治33年）大分中学校（現：大分県立大分上野丘高等学校）を卒業。第五高等学校法科を経て、1907年（明治40年）京都帝国大学法科大学法律学科（独法）を卒業した。
富士瓦斯紡績（現：富士紡ホールディングス）に入社。同社常務取締役、静岡県方面委員、朝鮮産業経済調査委員、満州紡績取締役、第二富士電力取締役、大井川鉄道取締役、富士電力取締役、日産自動車専務取締役、明和紡績社長、明治紡績社長、日本自動車配給社長、日本機械輸出振興取締役などを務めた。
1936年（昭和11年）2月、第19回衆議院議員総選挙（大分県第1区、立憲民政党公認）で当選し、衆議院議員に1期在任した。戦後、公職追放となった。追放解除後、日本パーカライジング役員を務めた。
竹田市の町づくりに協力し、岡城址の国史跡指定への協力、保育園建設のための土地提供などを行い、竹田市名誉市民となった。